# 芬克斯堡 (馬里蘭州)
芬克斯堡（英語：Finksburg）是位於美國馬里蘭州卡洛爾縣的一個非建制地區。

## 地理
芬克斯堡所處的海拔為高於海平面172米（即564英呎），而該地所採用的時區為UTC-5，即北美东部時區（EST）。同時該地設有夏令時間，為UTC-5調快一小時，即UTC-4（EDT）。